# حبل (تعز)
حبل هي إحدى قرى الجمهورية اليمنية. تتبع جغرافيا لمحافظة تعز وإداريًا لمديرية شرعب السلام. يبلغ تعداد سكانها 2898 نسمة حسب الإحصاء الذي أجري عام 2004.